# Robert Gascoyne-Cecil (5e marquis de Salisbury)
Robert Gascoyne-Cecil, 5e marquis de Salisbury, né le 27 août 1893 et mort le 23 février 1972, est un homme politique britannique, lord président du Conseil de 1952 à 1957 et Leader de la Chambre des lords de 1942 à 1945 et de 1951 à 1957.